# Giải vô địch cờ vua trẻ thế giới

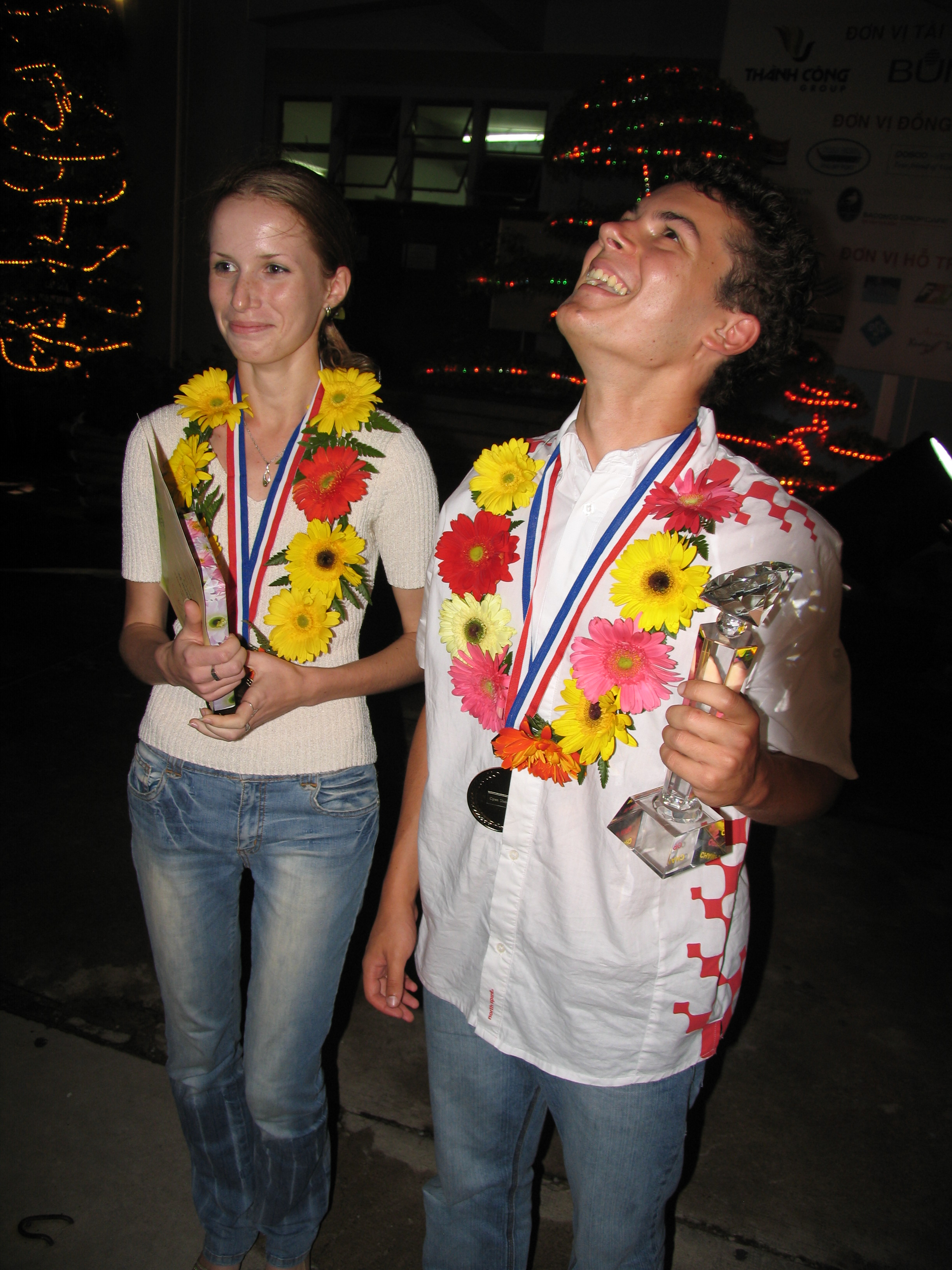
Ivan Šarić và Valentina Golubenko vô địch lứa tuổi U-18 tại Việt Nam năm 2008

Giải vô địch cờ vua trẻ thế giới là giải thi đấu cờ vua thế giới do FIDE (Hiệp Hội Cờ vua Quốc tế) tổ chức cho các lứa tuổi dưới 8, dưới 10, dưới 12, dưới 14, dưới 16 và dưới 18.

## Danh sách các kì thủ vô địch

### Dưới 18
| Năm  | Địa điểm tổ chức               | Vô địch Nam                            | Vô địch Nữ                           |
| ---- | ------------------------------ | -------------------------------------- | ------------------------------------ |
| 1987 | San Juan ( Puerto Rico)        | Gustavo Hernandez ( Cộng hòa Dominica) | -                                    |
| 1988 | Aguadilla ( Puerto Rico)       | Michael Hennigan ( Anh Quốc)           | Amelia Hernández ( Venezuela)        |
| 1989 | Aguadilla ( Puerto Rico)       | Vladimir Akopian ( Liên Xô)            | Katrin Aladjova ( Bulgaria)          |
| 1990 | Singapore ( Singapore)         | Sergei Tiviakov ( Liên Xô)             | Elena Luminita Radu-Cosma ( România) |
| 1991 | Guarapuava ( Brasil)           | Vladimir Kramnik ( Nga)                | Natasa Strizak ( Serbia)             |
| 1992 | Duisburg ( Đức)                | Konstantin Sakaev ( Nga)               | Ilaha Kadimova ( Azerbaijan)         |
| 1993 | Bratislava ( Slovakia)         | Zoltán Almási ( Hungary)               | Ilaha Kadimova ( Azerbaijan)         |
| 1994 | Szeged ( Hungary)              | Peter Svidler ( Nga)                   | Inna Gaponenko ( Ukraina)            |
| 1995 | Guarapuava ( Brasil)           | Robert Kempiński ( Ba Lan)             | Corina Peptan ( România)             |
| 1996 | Cala Galdana ( Tây Ban Nha)    | Rafael Leitao ( Brasil)                | Marta Zielinska ( Ba Lan)            |
| 1997 | Yerevan ( Armenia)             | Ruslan Ponomariov ( Ukraina)           | Rusudan Goletiani ( Gruzia)          |
| 1998 | Oropesa del Mar ( Tây Ban Nha) | Nicholas Pert ( Anh Quốc)              | Ruth Sheldon ( Anh Quốc)             |
| 1999 | Oropesa del Mar ( Tây Ban Nha) | Dmitry Kokorev ( Nga)                  | Ramaswamy Aarthie ( Ấn Độ)           |
| 2000 | Oropesa del Mar ( Tây Ban Nha) | Francisco Vallejo Pons ( Tây Ban Nha)  | Zeynab Mamedyarova ( Azerbaijan)     |
| 2001 | Oropesa del Mar ( Tây Ban Nha) | Dmitry Jakovenko ( Nga)                | Sopio Gvetadze ( Gruzia)             |
| 2002 | Heraklio ( Hy Lạp)             | Ferenc Berkes ( Hungary)               | Elisabeth Paehtz ( Đức)              |
| 2003 | Halkidiki ( Hy Lạp)            | Shakhriyar Mamedyarov ( Azerbaijan)    | Nana Dzagnidze ( Gruzia)             |
| 2004 | Heraklio ( Hy Lạp)             | Radoslaw Wojtaszek ( Ba Lan)           | Jolanta Zawadzka ( Ba Lan)           |
| 2005 | Belfort ( Pháp)                | Ildar Khairullin ( Nga)                | Maka Purtseladze ( Gruzia)           |
| 2006 | Batumi ( Gruzia)               | Arik Braun ( Đức)                      | Dronavalli Harika ( Ấn Độ)           |
| 2007 | Antalya ( Thổ Nhĩ Kỳ)          | Ivan Popov ( Nga)                      | Valentina Gunina ( Nga)              |
| 2008 | Vũng Tàu ( Việt Nam)           | Ivan Saric ( Croatia)                  | Valentina Golubenko ( Croatia)       |
| 2009 | Antalya (Thổ Nhĩ Kỳ)           | Maxim Matlakov (Nga)                   | Olga Girya (Nga)                     |
| 2010 | Halkidiki (Hy Lạp)             | Steven Zierk (Hoa Kỳ)                  | Narmin Kazimova (Azerbaijan)         |
| 2011 | Caldas Novas (Brasil)          | Samvel Ter Sahakyan (Armenia)          | Meri Arabidze (Gruzia)               |
| 2012 | Maribor (Slovenia)             | Dariusz Swiercz (Ba Lan)               | Aleksandra Goryachkina (Nga)         |
| 2013 | Al-Ain (UAE)                   | Pouya Idani (Iran)                     | Lidia Tomnikova (Nga)                |
| 2014 | Durban (Nam Phi)               | Olexandr Bortnyk (Ukraina)             | Dinara Saduakassova (Kazakhstan)     |

### Dưới 16
| Năm  | Địa điểm tổ chức               | Vô địch Nam                              | Vô địch Nữ                      |
| ---- | ------------------------------ | ---------------------------------------- | ------------------------------- |
| 1981 | Embalse ( Argentina)           | Stuart Conquest ( Anh Quốc)              | Susan Polgar ( Hungary)         |
| 1982 | Guayaquil ( Ecuador)           | Evgeny Bareev ( Liên Xô)                 | -                               |
| 1983 | Bucaramanga ( Colombia)        | Aleksey Sergeyevich Dreev ( Liên Xô)     | -                               |
| 1984 | Champigny-sur-Marne ( Pháp)    | Aleksey Sergeyevich Dreev ( Liên Xô)     | Ildiko Madl ( Hungary)          |
| 1985 | Petah Tikva ( Israel)          | Eduardo Rojas Sepulveda ( Chile)         | Mirjana Maric ( Nam Tư)         |
| 1986 | Rio Gallegos ( Argentina)      | Vladimir Akopian ( Liên Xô)              | Katrin Aladjova ( Bulgaria)     |
| 1987 | Innsbruck ( Áo)                | Hannes Stefansson ( Iceland)             | Alisa Galliamova ( Liên Xô)     |
| 1988 | Timişoara ( România)           | Alexei Shirov ( Liên Xô)                 | Alisa Galliamova ( Liên Xô)     |
| 1989 | Aguadilla ( Puerto Rico)       | Sergei Tiviakov ( Liên Xô)               | Krystyna Dąbrowska ( Ba Lan)    |
| 1990 | Singapore ( Singapore)         | Konstantin Sakaev ( Liên Xô)             | Tea Lanchava ( Liên Xô)         |
| 1991 | Guarapuava ( Brasil)           | Dharshan Kumaran ( Anh Quốc)             | Nino Khurtsidze ( Gruzia)       |
| 1992 | Duisburg ( Đức)                | Ronen Har-Zvi ( Israel)                  | Almira Skripchenko ( Moldova)   |
| 1993 | Bratislava ( Slovakia)         | Đào Thiên Hải ( Việt Nam)                | Elina Danielian ( Armenia)      |
| 1994 | Szeged ( Hungary)              | Peter Leko ( Hungary)                    | Natalia Zhukova ( Ukraina)      |
| 1995 | Guarapuava ( Brasil)           | Hrvoje Stević ( Croatia)                 | Rusudan Goletiani ( Gruzia)     |
| 1996 | Cala Galdana ( Tây Ban Nha)    | Alik Gershon ( Israel)                   | Anna Zozulia ( Ukraina)         |
| 1997 | Yerevan ( Armenia)             | Levente Vajda ( România)                 | Hứa Nguyên Nguyên ( Trung Quốc) |
| 1998 | Oropesa del Mar ( Tây Ban Nha) | Ibraghim Khamrakulov ( Uzbekistan)       | Vương Du ( Trung Quốc)          |
| 1999 | Oropesa del Mar ( Tây Ban Nha) | Leonid Kritz ( Đức)                      | Sopiko Khukhashvili ( Gruzia)   |
| 2000 | Oropesa del Mar ( Tây Ban Nha) | Zviad Izoria ( Gruzia)                   | Sopiko Khukhashvili ( Gruzia)   |
| 2001 | Oropesa del Mar ( Tây Ban Nha) | Konstantine Shanava ( Gruzia)            | Nana Dzagnidze ( Gruzia)        |
| 2002 | Heraklio ( Hy Lạp)             | Levan Pantsulaia ( Gruzia)               | Tamara Chistiakova ( Nga)       |
| 2003 | Halkidiki ( Hy Lạp)            | Borki Predojevic ( Bosna và Hercegovina) | Polina Malysheva ( Nga)         |
| 2004 | Heraklio ( Hy Lạp)             | Maxim Rodshtein ( Israel)                | Bela Khotenashvili ( Gruzia)    |
| 2005 | Belfort ( Pháp)                | Alex Lenderman ( Hoa Kỳ)                 | Anna Muzychuk ( Slovenia)       |
| 2006 | Batumi ( Gruzia)               | Jacek Tomczak ( Ba Lan)                  | Sopiko Guramishvili ( Gruzia)   |
| 2007 | Antalya ( Thổ Nhĩ Kỳ)          | Cristian Chirila Ioan ( România)         | Keti Tsatsalashvili ( Gruzia)   |
| 2008 | Vũng Tàu ( Việt Nam)           | B Adhiban ( Ấn Độ)                       | Nazi Paikidze ( Gruzia)         |
| 2009 | Antalya (Turkey)               | S.P. Sethuraman (Ấn Độ)                  | Deysi Cori (Peru)               |
| 2010 | Halkidiki (Greece)             | Kamil Dragun (Ba Lan)                    | Nastassia Ziaziulkina (Belarus) |
| 2011 | Caldas Novas (Brazil)          | Jorge Cori (Peru)                        | Nastassia Ziaziulkina (Belarus) |
| 2012 | Maribor (Slovenia)             | Urii Eliseev (Nga)                       | Anna Styazhkina (Nga)           |
| 2013 | Al-Ain (UAE)                   | Murali Karthikeyan (Ấn Độ)               | Cố Thiên Lộ (Trung Quốc)        |
| 2014 | Durban (Nam Phi)               | Alan Pichot (Argentina)                  | Laura Unuk (Slovenia)           |

### Dưới 14
| Năm  | Địa điểm tổ chức               | Vô địch Nam                       | Vô địch Nữ                       |
| ---- | ------------------------------ | --------------------------------- | -------------------------------- |
| 1985 | Lomas de Zamora ( Argentina)   | Ilya Gurevich ( Hoa Kỳ)           | Sandra Villegas ( Argentina)     |
| 1986 | San Juan ( Puerto Rico)        | Joël Lautier ( Pháp)              | Zsofia Polgar ( Hungary)         |
| 1987 | San Juan ( Puerto Rico)        | Miroslav Marković ( Nam Tư)       | Cathy Haslinger ( Anh Quốc)      |
| 1988 | Timişoara ( România)           | Eran Liss ( Israel)               | Tea Lanchava ( Liên Xô)          |
| 1989 | Aguadilla ( Puerto Rico)       | Veselin Topalov ( Bulgaria)       | Anna Segal ( Liên Xô)            |
| 1990 | Fond du Lac ( Hoa Kỳ)          | Judit Polgár ( Hungary)           | Diana Darchia ( Liên Xô)         |
| 1991 | Warszawa ( Ba Lan)             | Marcin Kamiński ( Ba Lan)         | Corina Peptan ( România)         |
| 1992 | Duisburg ( Đức)                | Jurij Tihonov ( Belarus)          | Elina Danielian ( Armenia)       |
| 1993 | Bratislava ( Slovakia)         | Vladimir Malakhov ( Nga)          | Ruth Sheldon ( Anh Quốc)         |
| 1994 | Szeged ( Hungary)              | Alik Gershon ( Israel)            | Dorote Ivaniuk ( Ba Lan)         |
| 1995 | São Lourenço ( Brasil)         | Valerian Gaprindashvili ( Gruzia) | Từ Tôn Nguyên ( Trung Quốc)      |
| 1996 | Cala Galdana ( Tây Ban Nha)    | Gabriel Sargissian ( Armenia)     | Vương Du ( Trung Quốc)           |
| 1997 | Cannes ( Pháp)                 | Sergey Grigoriants ( Nga)         | Ana Matnadze ( Gruzia)           |
| 1998 | Oropesa del Mar ( Tây Ban Nha) | Bốc Tường Chí ( Trung Quốc)       | Nadezhda Kosintseva ( Nga)       |
| 1999 | Oropesa del Mar ( Tây Ban Nha) | Zahar Efimenko ( Ukraina)         | Triệu Tuyết ( Trung Quốc)        |
| 2000 | Oropesa del Mar ( Tây Ban Nha) | Alexander Areshchenko ( Ukraina)  | Humpy Koneru ( Ấn Độ)            |
| 2001 | Oropesa del Mar ( Tây Ban Nha) | Viktor Erdos ( Hungary)           | Salome Melia ( Gruzia)           |
| 2002 | Heraklio ( Hy Lạp)             | Luka Lenič ( Slovenia)            | Laura Rogule ( Latvia)           |
| 2003 | Halkidiki ( Hy Lạp)            | Sergei Zhigalko ( Belarus)        | Valentina Gunina ( Nga)          |
| 2004 | Heraklio ( Hy Lạp)             | Ildar Khairullin ( Nga)           | Dronavalli Harika ( Ấn Độ)       |
| 2005 | Belfort ( Pháp)                | Lê Quang Liêm ( Việt Nam)         | Elena Tairova ( Nga)             |
| 2006 | Batumi ( Gruzia)               | Vasif Durarbeyli ( Azerbaijan)    | Klaudia Kulon ( Ba Lan)          |
| 2007 | Antalya ( Thổ Nhĩ Kỳ)          | Sanan Sjugirov ( Nga)             | Nazi Paikidze ( Gruzia)          |
| 2008 | Vũng Tàu ( Việt Nam)           | Santosh Gujrathi Vidit ( Ấn Độ)   | Rout Padmini ( Ấn Độ)            |
| 2009 | Antalya (Turkey)               | Jorge Cori Tello (Peru)           | Marsel Efroimski (Israel)        |
| 2010 | Halkidiki (Greece)             | Kanan Izzat (Azerbaijan)          | Dinara Saduakassova (Kazakhstan) |
| 2011 | Caldas Novas (Brazil)          | Kirill Alekseenko (Nga)           | Aleksandra Goryachkina (Nga)     |
| 2012 | Maribor (Slovenia)             | Kayden Troff (Hoa Kỳ)             | Mahalakshmi M (Ấn Độ)            |
| 2013 | Al-Ain (UAE)                   | Di Li (Trung Quốc)                | Stavroula Tsolakidou (Hy Lạp)    |
| 2014 | Durban (Nam Phi)               | Liu Yan (Trung Quốc)              | Zhou Qiyu (Canada)               |

### Dưới 12
| Năm  | Địa điểm tổ chức               | Vô địch Nam                     | Vô địch Nữ                      |
| ---- | ------------------------------ | ------------------------------- | ------------------------------- |
| 1986 | San Juan ( Puerto Rico)        | Dharshan Kumaran ( Anh Quốc)    | -                               |
| 1987 | San Juan ( Puerto Rico)        | Hedinn Steingrimsson ( Iceland) | Yvonne Krawiec ( Hoa Kỳ)        |
| 1988 | Timişoara ( România)           | Judit Polgar ( Hungary)         | Chư Thần ( Trung Quốc)          |
| 1989 | Aguadilla ( Puerto Rico)       | Marcin Kamiński ( Ba Lan)       | Diana Darchia ( Liên Xô)        |
| 1990 | Fond du Lac ( Hoa Kỳ)          | Boris Avrukh ( Liên Xô)         | Corina Peptan ( România)        |
| 1991 | Warszawa ( Ba Lan)             | Rafael Leitao ( Brasil)         | Dalia Blimke ( Ba Lan)          |
| 1992 | Duisburg ( Đức)                | Giorgi Bakhtadze ( Gruzia)      | Iweta Radziewicz ( Ba Lan)      |
| 1993 | Bratislava ( Slovakia)         | Evgeny Shaposhnikov ( Nga)      | Eugenia Chasovnikova ( Nga)     |
| 1994 | Szeged ( Hungary)              | Levon Aronian ( Armenia)        | Nguyễn Thị Dung ( Việt Nam)     |
| 1995 | São Lourenço ( Brasil)         | Etienne Bacrot ( Pháp)          | Viktorija Cmilyte ( Litva)      |
| 1996 | Cala Galdana ( Tây Ban Nha)    | Kamil Miton ( Ba Lan)           | Alexandra Kosteniuk ( Nga)      |
| 1997 | Cannes ( Pháp)                 | Alexander Riazantsev ( Nga)     | Triệu Tuyết ( Trung Quốc)       |
| 1998 | Oropesa del Mar ( Tây Ban Nha) | Teimour Radjabov ( Azerbaijan)  | Humpy Koneru ( Ấn Độ)           |
| 1999 | Oropesa del Mar ( Tây Ban Nha) | Vương Nguyệt ( Trung Quốc)      | Nana Dzagnidze ( Gruzia)        |
| 2000 | Oropesa del Mar ( Tây Ban Nha) | Deep Sengupta ( Ấn Độ)          | Atousa Pourkashiyan( Iran)      |
| 2001 | Oropesa del Mar ( Tây Ban Nha) | Sergey Karjakin ( Ukraina)      | Trầm Dương ( Trung Quốc)        |
| 2002 | Heraklio ( Hy Lạp)             | Ian Nepomniachtchi ( Nga)       | Đàm Trung Di ( Trung Quốc)      |
| 2003 | Halkidiki ( Hy Lạp)            | Wei Chenpeng ( Trung Quốc)      | Ding Yixin ( Trung Quốc)        |
| 2004 | Heraklio ( Hy Lạp)             | Zhao Nan ( Trung Quốc)          | Klaudia Kulon ( Ba Lan)         |
| 2005 | Belfort ( Pháp)                | Srinath Narayanan ( Ấn Độ)      | Meri Arabidze ( Gruzia)         |
| 2006 | Batumi ( Gruzia)               | Robert Aghasaryan ( Armenia)    | Mariam Danelia ( Gruzia)        |
| 2007 | Antalya ( Thổ Nhĩ Kỳ)          | Daniel Naroditsky ( Hoa Kỳ)     | Marsel Efroimski ( Israel)      |
| 2008 | Vũng Tàu ( Việt Nam)           | Sayantan Das ( Ấn Độ)           | Zhai Mo ( Trung Quốc)           |
| 2009 | Antalya (Turkey)               | Bobby Cheng (Australia)         | Sara Khadem (Iran)              |
| 2010 | Halkidiki (Greece)             | Vi Dịch (Trung Quốc)            | Iulija Osmak (Ukraine)          |
| 2011 | Caldas Novas (Brazil)          | Karthikeyan Murali (India)      | Zhansaya Abdumalik (Kazakhstan) |
| 2012 | Maribor (Slovenia)             | Samuel Sevian (Hoa Kỳ)          | Vaishali R (India)              |
| 2013 | Al-Ain (UAE)                   | Aram Hakobyan (Armenia)         | Shengxin Zhao (Trung Quốc)      |
| 2014 | Durban (Nam Phi)               | Nguyễn Anh Khôi (Việt Nam)      | Jennifer R Yu (Hoa Kỳ)          |

### Dưới 10
| Năm  | Địa điểm tổ chức               | Vô địch Nam                                       | Vô địch Nữ                          |
| ---- | ------------------------------ | ------------------------------------------------- | ----------------------------------- |
| 1986 | San Juan ( Puerto Rico)        | Jeff Sarwer ( Canada)                             | Julia Sarwer ( Canada)              |
| 1987 | San Juan ( Puerto Rico)        | John Viloria ( Hoa Kỳ)                            | Susan Urminska ( Hoa Kỳ)            |
| 1988 | Timişoara ( România)           | Horge Hasbun ( Honduras) · John Viloria ( Hoa Kỳ) | Corina Peptan ( România)            |
| 1989 | Aguadilla ( Puerto Rico)       | Irwin Irnandi ( Ấn Độ)                            | Antoaneta Stefanova ( Bulgaria)     |
| 1990 | Fond du Lac ( Hoa Kỳ)          | Nawrose Farh Nur ( Hoa Kỳ)                        | Evelyn Moncayo Romero ( Ecuador)    |
| 1991 | Warszawa ( Ba Lan)             | Adrien Leroy ( Pháp)                              | Carmen Voicu ( România)             |
| 1992 | Duisburg ( Đức)                | Luke McShane ( Anh Quốc)                          | Parvana Ismaïlova ( Azerbaijan)     |
| 1993 | Bratislava ( Slovakia)         | Etienne Bacrot ( Pháp)                            | Ana Matnadze ( Gruzia)              |
| 1994 | Szeged ( Hungary)              | Sergey Grishchenko ( Nga)                         | Svetlana Cherednichenko ( Ukraina)  |
| 1995 | São Lourenço ( Brasil)         | Boris Grachev ( Nga)                              | Alina Motoc ( România)              |
| 1996 | Cala Galdana ( Tây Ban Nha)    | Pentala Harikrishna ( Ấn Độ)                      | Maria Kursova ( Nga)                |
| 1997 | Cannes ( Pháp)                 | Sayed Javad Alavi Moghaddam ( Iran)               | Humpy Koneru ( Ấn Độ)               |
| 1998 | Oropesa del Mar ( Tây Ban Nha) | Evgeny Romanov ( Nga)                             | Vera Nebolsina ( Nga)               |
| 1999 | Oropesa del Mar ( Tây Ban Nha) | Dmitri Andreikin ( Nga)                           | Kateryna Lahno ( Ukraina)           |
| 2000 | Oropesa del Mar ( Tây Ban Nha) | Nguyễn Ngọc Trường Sơn ( Việt Nam)                | Đàm Trung Di ( Trung Quốc)          |
| 2001 | Oropesa del Mar ( Tây Ban Nha) | Tamas Fodor ( Hungary)                            | Đàm Trung Di ( Trung Quốc)          |
| 2002 | Heraklio ( Hy Lạp)             | Eltaj Safarli ( Azerbaijan)                       | Lara Stock ( Croatia)               |
| 2003 | Halkidiki ( Hy Lạp)            | Sanan Sjugirov ( Nga)                             | Hầu Dật Phàm ( Trung Quốc)          |
| 2004 | Heraklio ( Hy Lạp)             | Dư Ương Y ( Trung Quốc)                           | Meri Arabidze ( Gruzia)             |
| 2005 | Belfort ( Pháp)                | Sahaj Grover ( Ấn Độ)                             | Wang Jue ( Trung Quốc)              |
| 2006 | Batumi ( Gruzia)               | Koushik Girish ( Ấn Độ)                           | Choletti Sahajasri ( Ấn Độ)         |
| 2007 | Antalya ( Thổ Nhĩ Kỳ)          | Wang Tong Sen ( Trung Quốc)                       | Anna Styazhkina ( Nga)              |
| 2008 | Vũng Tàu ( Việt Nam)           | Jan-Krzysztof Duda ( Ba Lan)                      | Aleksandra Goryachkina ( Nga)       |
| 2009 | Antalya (Thổ Nhĩ Kỳ)           | Bai Jinshi (Trung Quốc)                           | Gunay Mammadzada (Azerbaijan)       |
| 2010 | Halkidiki (Hy Lạp)             | Jason Cao (Canada)                                | Davaademberel Nominerdene (Mông Cổ) |
| 2011 | Caldas Novas (Brasil)          | Zhu Yi (Trung Quốc)                               | Alexandra Obolentseva (Nga)         |
| 2012 | Maribor (Slovenia)             | Nguyễn Anh Khôi (Việt Nam)                        | Priyanka N (Ấn Độ)                  |
| 2013 | Al-Ain (UAE)                   | Awonder Liang (Hoa Kỳ)                            | Saina Salonika (Ấn Độ)              |
| 2014 | Durban (Nam Phi)               | Nihal Sarin (Ấn Độ)                               | Deshmukh Divya (Ấn Độ)              |

### Dưới 8
| Năm  | Địa điểm tổ chức      | Vô địch Nam                          | Vô địch Nữ                         |
| ---- | --------------------- | ------------------------------------ | ---------------------------------- |
| 2006 | Batumi ( Gruzia)      | Chennamsetti Mohineesh ( Ấn Độ)      | Ivana Maria Furtado ( Ấn Độ)       |
| 2007 | Antalya ( Thổ Nhĩ Kỳ) | Konstantin Savenkov ( Nga)           | Ivana Maria Furtado ( Ấn Độ)       |
| 2008 | Vũng Tàu ( Việt Nam)  | Trần Minh Thắng ( Việt Nam)          | Zhansaya Abdumalik ( Kazakhstan)   |
| 2009 | Antalya (Turkey)      | Arian Gholami (Iran)                 | Chu Ruotong (Trung Quốc)           |
| 2010 | Halkidiki (Greece)    | Gadimbayli Abdulla Azar (Azerbaijan) | Li Yunshan (Trung Quốc)            |
| 2011 | Caldas Novas (Brazil) | Awonder Liang (Hoa Kỳ)               | Assaubayeva Bibissara (Kazakhstan) |
| 2012 | Maribor (Slovenia)    | Nodirbek Abdusattorov (Uzbekistan)   | Motahare Asadi (Iran)              |
| 2013 | Al-Ain (UAE)          | Praggnanandhaa R (Ấn Độ)             | Harmony Zhu (Canada)               |
| 2014 | Durban (Nam Phi)      | Ilya Makoveev (Nga)                  | Munkhzul Davaakhuu (Mông Cổ)       |

## Thống kê
Sô liệu thống kê chức vô địch tính đến sau giải năm 2015.
| TT | Quốc gia             | Nam | Nữ | Tổng số vô địch |
| -- | -------------------- | --- | -- | --------------- |
| 1  | Nga                  | 24  | 18 | 42              |
| 2  | Ấn Độ                | 16  | 18 | 34              |
| 3  | Trung Quốc           | 11  | 19 | 30              |
| 4  | Gruzia               | 5   | 22 | 27              |
| 5  | Liên Xô              | 10  | 7  | 17              |
| 5  | Ba Lan               | 9   | 8  | 17              |
| 7  | Hoa Kỳ               | 11  | 3  | 14              |
| 8  | Azerbaijan           | 7   | 6  | 13              |
| 9  | Ukraina              | 5   | 6  | 11              |
| 10 | Hungary              | 7   | 3  | 10              |
| 11 | Anh Quốc             | 6   | 3  | 9               |
| 11 | România              | 2   | 7  | 9               |
| 13 | Việt Nam             | 6   | 2  | 8               |
| 14 | Israel               | 5   | 2  | 7               |
| 14 | Armenia              | 5   | 2  | 7               |
| 14 | Iran                 | 4   | 3  | 7               |
| 17 | Canada               | 2   | 3  | 5               |
| 17 | Bulgaria             | 1   | 4  | 5               |
| 17 | Kazakhstan           |     | 5  | 5               |
| 20 | Pháp                 | 4   |    | 4               |
| 20 | Đức                  | 3   | 1  | 4               |
| 20 | Belarus              | 2   | 2  | 4               |
| 20 | Croatia              | 2   | 2  | 4               |
| 24 | Uzbekistan           | 3   |    | 3               |
| 24 | Perú                 | 2   | 1  | 3               |
| 24 | Slovenia             | 1   | 2  | 3               |
| 27 | Brasil               | 2   |    | 2               |
| 27 | Iceland              | 2   |    | 2               |
| 27 | Argentina            | 1   | 1  | 2               |
| 27 | Nam Tư               | 1   | 1  | 2               |
| 27 | Hy Lạp               |     | 2  | 2               |
| 27 | Mông Cổ              |     | 2  | 2               |
| 33 | Bosna và Hercegovina | 1   |    | 1               |
| 33 | Chile                | 1   |    | 1               |
| 33 | Cộng hòa Dominica    | 1   |    | 1               |
| 33 | Honduras             | 1   |    | 1               |
| 33 | Indonesia            | 1   |    | 1               |
| 33 | Tây Ban Nha          | 1   |    | 1               |
| 33 | Úc                   | 1   |    | 1               |
| 33 | Ecuador              |     | 1  | 1               |
| 33 | Latvia               |     | 1  | 1               |
| 33 | Litva                |     | 1  | 1               |
| 33 | Moldova              |     | 1  | 1               |
| 33 | Serbia               |     | 1  | 1               |
| 33 | Venezuela            |     | 1  | 1               |